# Kontigué (Gourcy)
Pour les articles homonymes, voir Kontigué.
Ne doit pas être confondu avec Kontigué-Silmi-Mossi.
Kontigué est une commune rurale située dans le département de Gourcy de la province du Zondoma dans la région Nord au Burkina Faso.

## Géographie
Kontigué se trouve à environ 7 km au nord-ouest du centre de Gourcy, le chef-lieu départemental, et à 5 km à l'ouest de la route nationale 2.

## Histoire
La chefferie coutumière du village dépend du Naaba (roi) du Yatenga. En mars 2019, le Naaba Soulgo succède au Naaba Tigré.

## Santé et éducation
Kontigué accueille un centre de santé et de promotion sociale (CSPS) tandis que le centre médical (CM) de la province se trouve à Gourcy.